# Jacques Cordonnier
Pour les articles homonymes, voir Cordonnier (homonymie).
Ne doit pas être confondu avec Jacques Colombier.
Jacques Cordonnier, né le 16 septembre 1950 à Mulhouse (Haut-Rhin), est un homme politique français, ancien conseiller régional et chef de file de l'une des principales mouvances régionalistes d'Alsace.
Cofondateur en 1981 du Forum d'Alsace, puis en 1989 du parti Alsace d'abord, dont il est président depuis 2008, il cherche à se démarquer à la fois du Front national en rejetant l'étiquette « extrême droite », mais aussi du parti autonomiste Unser Land (« notre pays »).
Si les thèmes qu'il aborde sont d'actualité (identité, droit local, fusion des départements, Union européenne), il obtient des scores peu significatifs aux dernières élections en Alsace.

## Vie personnelle
Fils de militaire, Jacques Cordonnier obtient le diplôme de l'Institut commercial de Nancy (ICN) et entreprend une carrière d'ingénieur-conseil dans l'immobilier d'entreprise.

## Forum d'Alsace
En 1981, dans le contexte général de l'arrivée de la gauche au pouvoir, Jacques Cordonnier est, avec Robert Spieler, le cofondateur de Forum d'Alsace, un cercle de réflexion ouvert aux thèses d'une extrême droite favorable à une grande Europe divisée en régions, s'éloignant ainsi des positions du Front National, ouvertement antieuropéen. Contrairement à Spieler, élu député FN en 1986, Cordonnier n'en a jamais fait partie. Lui-même refuse l'appellation « d'extrême droite », dont on qualifie souvent sa mouvance politique.
Forum d'Alsace est un club d’opposition qui organise conférences et dîners-débats en collaboration avec d'autres associations, avec des invités tels que Pierre Messmer, Raymond Barre ou Alain Griotteray. Cependant, de l'aveu même de Spieler, le club commence à s'essouffler au bout de deux ou trois ans.

## Alsace d'abord

### Premières participations aux élections
Candidat aux élections municipales à Strasbourg en 1989, Jacques Cordonnier est l'un des trois élus sur la liste « Strasbourg d'abord » conduite par Robert Spieler. Il devient conseiller municipal et conseiller de la Communauté Urbaine de Strasbourg. En octobre 1989, les deux hommes fondent ensemble le mouvement régionaliste Alsace d'abord. Cordonnier en devient le Secrétaire général.
En mars 1990, lorsque le conseiller général du canton de Mundolsheim, Jean-Jacques Rohfristch, meurt, des élections partielles sont organisées, auxquelles Jacques Cordonnier se présente, sans succès. Il se présente à nouveau aux cantonales en 1992, contre le conseiller sortant Rémy Schlichter, qu'il ne bat pas davantage.
Cependant, la même année, il conduit la liste d'Alsace d'abord dans le Haut-Rhin lors des élections régionales de 1992. Seul élu de la liste, il est réélu conseiller régional en 1998.
Lors des élections régionales de 2004, il est le chef de file dans le Haut-Rhin de la liste Alsace d'abord menée par Robert Spieler, qui obtient 9,42 % des voix. La modification du mode de scrutin ne permet pas au mouvement d'être présent au second tour, car désormais seules les listes ayant recueilli les suffrages d’au moins 10 % des électeurs exprimés peuvent se maintenir au second, au lieu de 5% auparavant.

### Présidence d'Alsace d'abord
Le 23 avril 2008, après la démission de Robert Spieler qui va se consacrer à la création de la Nouvelle droite populaire (NDP), Jacques Cordonnier lui succède comme président du mouvement Alsace d'abord.
Lors des élections régionales de 2010, Jacques Cordonnier conduit une liste Alsace d'abord qui obtient 4,37 % des voix et aucun élu. Il dépose un recours en annulation du scrutin, estimant notamment que sa liste avait été abusivement qualifiée « d’extrême droite » par la préfecture de région – Jacques Cordonnier est membre de la direction exécutive du Bloc identitaire –, alors que ses colistiers avait choisi l'étiquette « régionaliste ».
Lors de ces élections il reçoit la visite d'un membre de la Ligue du Nord, Mario Borghezio ; à cette occasion, il affirme que le mouvement italien est un modèle pour lui et son parti politique.
Lors des élections cantonales de 2011, il se présente dans le canton de Strasbourg-6. Il obtient 6,40% des suffrages, soit 361 voix.
Lors des élections départementales de 2015, il se présente en binôme avec Renée Kuss sur le canton de Strasbourg-6. Ils obtiennent 611 voix, soit 5,50%.
Aux élections législatives de 2017, il est candidat dans la quatrième circonscription du Bas-Rhin. Ses priorités affichées sont la fusion des deux départements du Bas-Rhin et du Haut-Rhin – qui avait été rejetée lors du référendum sur la Collectivité territoriale d'Alsace en 2013 –, ainsi que la sortie de l'Alsace de la région Grand Est, créée en 2015. Il plaide aussi pour la sauvegarde et la modération du droit local et manifeste son opposition à l’extension du statut concordataire à l’islam. Il recueille 2,26% des voix exprimées.